# Synagogi Warszawy
Do czasów II wojny światowej Warszawa była największym skupiskiem Żydów w Europie, w którym funkcjonowało ponad 440 synagog i domów modlitwy. Do dziś zachowało się ponad 20 przedwojennych synagog, z których tylko w synagodze Małżonków Nożyków odbywają się regularnie nabożeństwa.

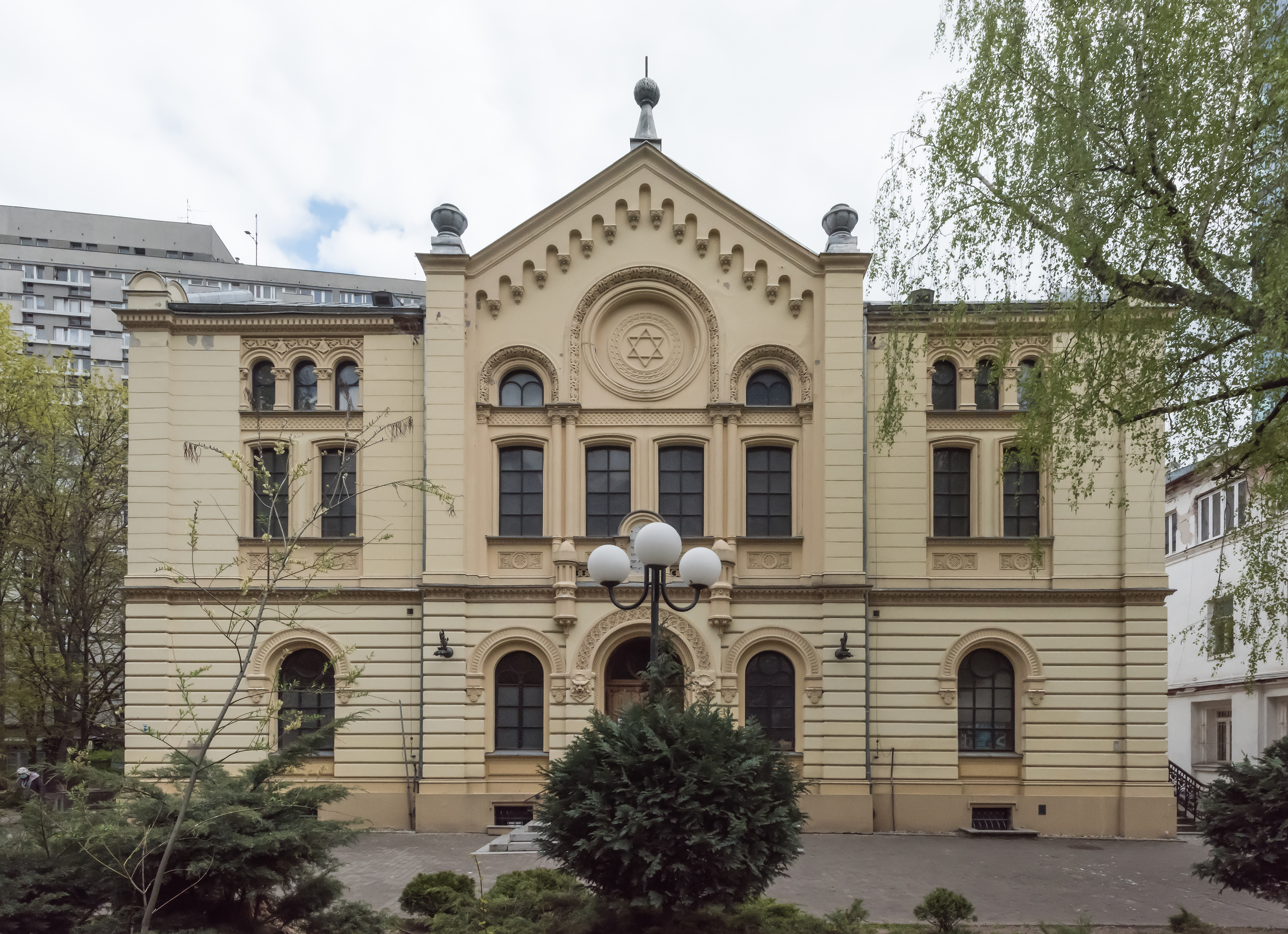
Synagoga Nożyków

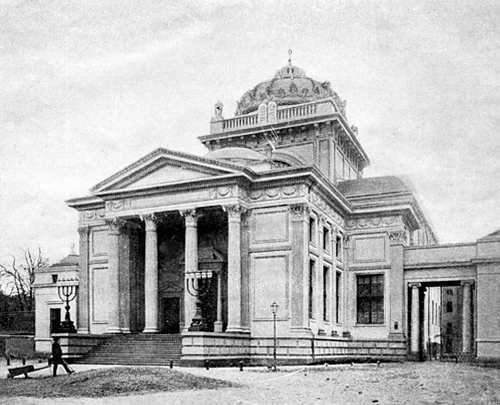
Wielka Synagoga

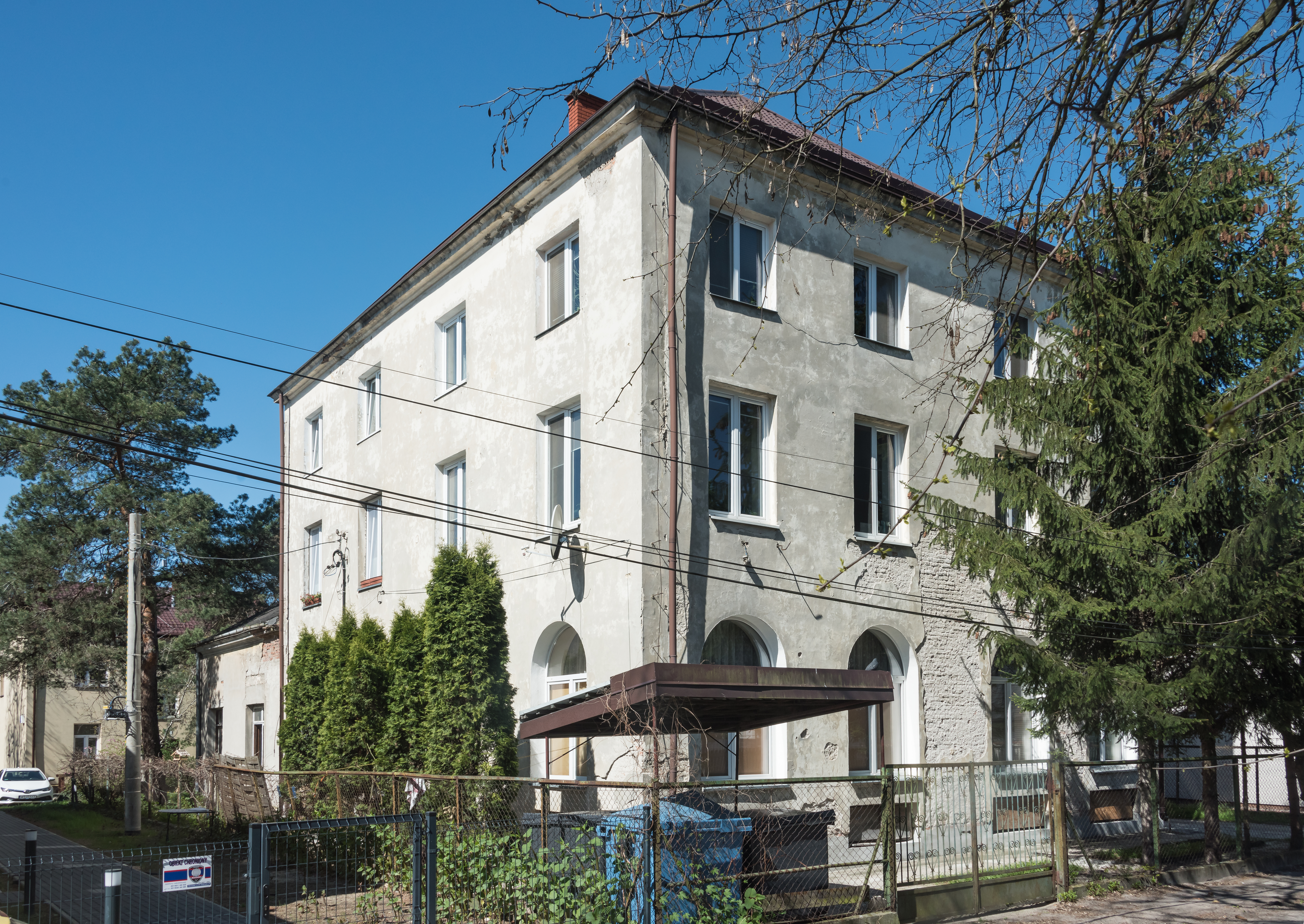
Budynek dawnej synagogi w Falenicy

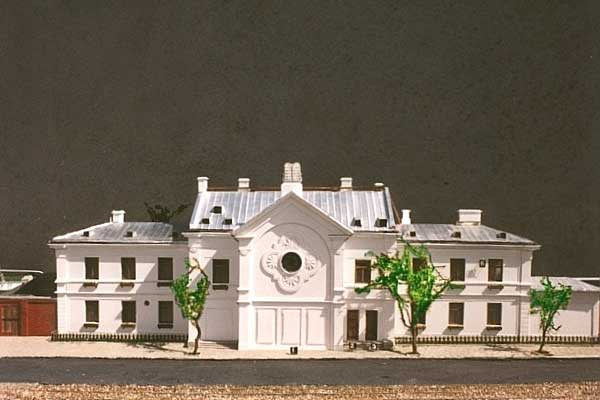
Synagoga Cmentarna

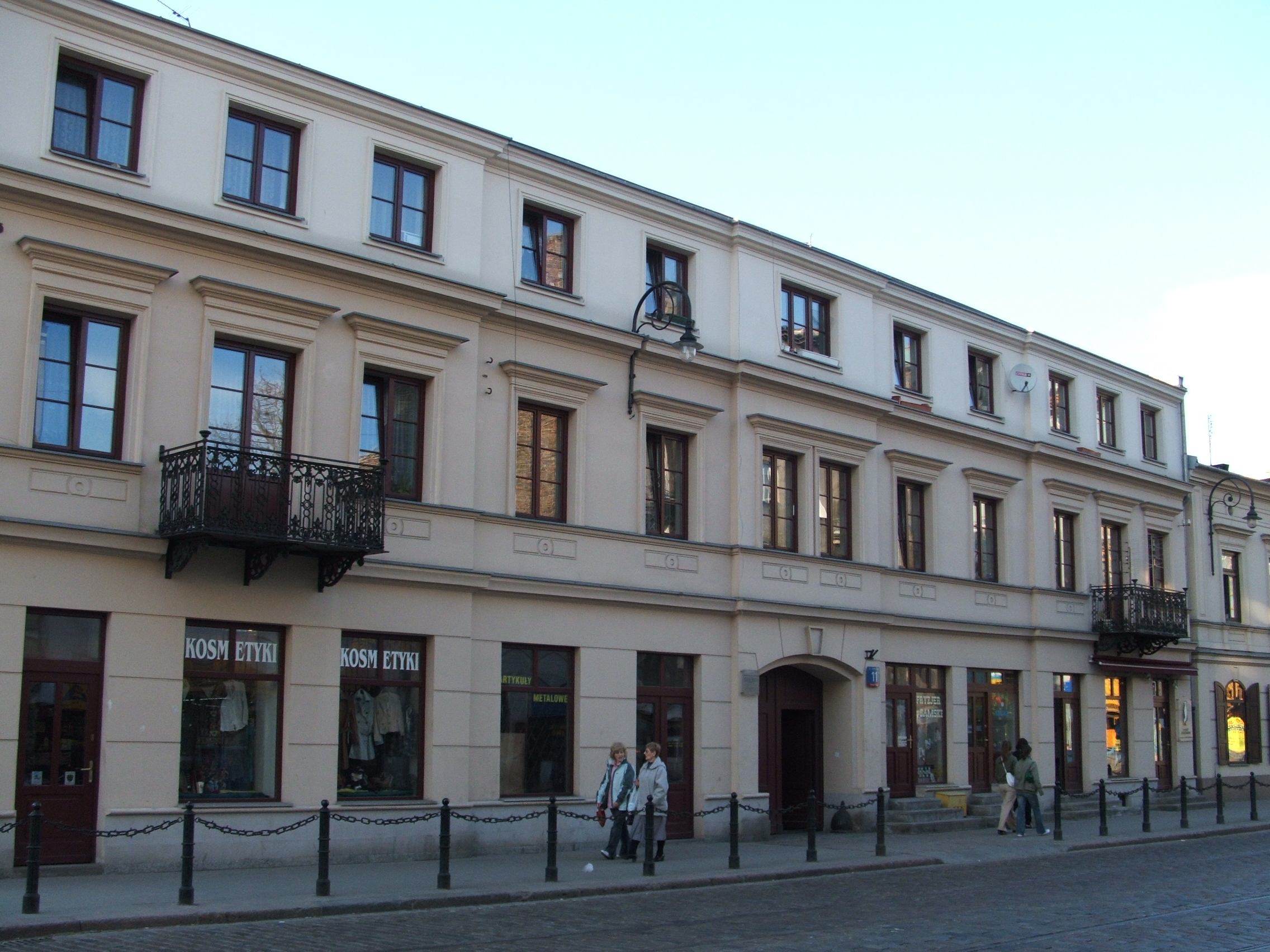
Synagoga Icchaka Hersza Jahrmana

## Czynne synagogi
- Synagoga im. Małżonków Nożyków, ul. Twarda 6, Śródmieście
- Synagoga chasydów z Chabad-Lubavitch, ul. Słomińskiego 19, Śródmieście
- Synagoga  Beit Warszawa, ul. Wiertnicza 113, Wilanów
- Synagoga Ec Chaim, Śródmieście

## Synagogi nieistniejące
- Synagoga w Arsenale, ul. Długa 52, Śródmieście
- Synagoga Izaaka Altera, ul. Żelazna 57, Wola
- Synagoga w pałacu Lubomirskich, plac Żelaznej Bramy, Wola
- Synagoga przy Targowej 64, Praga-Północ
- Synagoga Icchaka Hersza Jahrmana, ul. Ząbkowska 11, Praga-Północ
- Synagoga przy Ząbkowskiej 7[potrzebny przypis], Praga-Północ
- Synagoga przy Ząbkowskiej 12[potrzebny przypis], Praga-Północ
- Synagoga przy Okrzei, Praga-Północ
- Synagoga przy Kłopotowskiego, Praga-Północ
- Synagoga Gmachu Wychowawczego, ul. Jagiellońska 28, Praga-Północ
- Synagoga w Warszawie (ul. Targowa 50/52), Praga-Północ
- Synagoga Szmula Eksztajna, Praga-Północ
- Synagoga przy Stalowej 33, Praga-Północ
- Synagoga przy Stalowej 34, Praga-Północ
- Synagoga w Falenicy, ul. Bambusowa 9, Wawer
- Wielka Synagoga, ul. Tłomackie 2, Śródmieście
- Niemiecka Synagoga, ul. Daniłowiczowska 5, Śródmieście
- Stara Niemiecka Synagoga, ul. Daniłowiczowska 5, Śródmieście
- Synagoga Adas Jeszurun, ul. Świętojerska, Śródmieście
- Synagoga Arona Serdynera, ul. Twarda 4, Śródmieście
- Synagoga Najhausa, ul. Grzybowska 11, Śródmieście
- Synagoga Moriah, ul. Dzielna 7, Śródmieście
- Synagoga Chesed W'emes, ul. Leszno 66, Śródmieście
- Synagoga na Pawiaku, ul. Dzielna 24, Śródmieście
- Synagoga przy Muranowskiej 24, Śródmieście

- Synagoga Praska, róg Jagiellońskiej i Kłopotowskiego, Praga-Północ
- Stara Synagoga Praska, róg Jagiellońskiej i Kłopotowskiego, Praga-Północ
- Synagoga wojskowa, ul. Jagiellońska, Praga-Północ
- Stara Synagoga Nowopraska, ul. Bródnowska 8, Praga-Północ
- Nowa Synagoga Nowopraska, ul. Bródnowska 8, Praga-Północ
- Synagoga przy Środkowej 16, Praga-Północ
- Synagoga przy Środkowej 32, Praga-Północ

- Synagoga Cmentarna, ul. Okopowa, cmentarz żydowski, Wola
- Polska Synagoga, ul. Nalewki, Wola
- Synagoga Szpitala Starozakonnych, ul. Kasprzaka, Wola

- Synagoga chasydów z Parysowa w Falenicy
- Synagoga chasydów z Góry Kalwarii w Falenicy
- Synagoga chasydów z Aleksandrowa Łódzkiego w Falenicy
- Synagoga chasydów z Grodziska w Falenicy
- Synagoga chasydów z Kołbieli w Falenicy

- Synagoga w Rembertowie, ul. Gawędziarzy 25, Rembertów
- Synagoga w Pelcowiźnie, ul. Modlińska 25, Targówek